# Адамцевич Євген Олександрович
Євге́н Олекса́ндрович Адамце́вич (19 грудня 1903 (1 січня 1904), Солониця — 19 листопада 1972, Холмівка) — сліпий бандурист, віртуозний виконавець українських народних пісень, «Запорозького маршу».

## Життєпис
Народився в Солониці під Лубнами у родині станційного службовця. На другому році життя від вітряної віспи втратив зір. Його мати захоплювалася драматичним мистецтвом і часто возила хлопця на вистави до Ромен, де був театр. Тоді хлопець переживав найщасливіші дні свого дитинства. Батько мав чудовий голос і любив співати українських пісень, що дуже подобалися малюкові. В одинадцять років його віддали до школи сліпих у Києві, де він зарекомендував себе як один з найкращих учнів. Але, переїхавши із села Солониці в Ромни, батьки забрали сина додому. 
Гри на бандурі навчився в талановитого місцевого бандуриста Мусія Петровича Олексієнка. За два роки навчання йому так і не вдалося опанувати багатющий репертуар майстра. Особливо жалкував Є. Адамцевич, що не вивчив у М. Олексієнка жодної думи, зокрема таких рідкісних як «Про Марусю Богуславку», «Про козака Голоту», а також інструментальних творів, яких більше ні в кого не чув. 
У 1920-ті роки Ромни залишалися визначним регіональним культурним центром. Тут діяв драматичний театр, був значний осередок кобзарів, які виступали зі сцен палаців культури, клубів.
Виступав з 1927 року в складі Миргородської капели бандуристів та самостійно.
Пережив Адамцевич 1930-ті роки — часи фізичного винищення кобзарства та бандурництва.
Учасник Республіканської наради кобзарів та лірників 1939 р. в Києві, а в 1940 році — Всесоюзної наради народних співців у Москві.
Нелегким було життя у важкий післявоєнний період адже на схилі літ, не маючи офіційного трудового стажу, залишився без пенсії і, отже, без засобів для існування. Бандуристу доводилося грати на роменському базарі, аби прогодувати сім'ю, в якій росло три доньки. Жив із гри та співу. Але радянська влада трактувала це як жебрацтво й постійно переслідувала митця. Були випадки, що його, сліпого, міліціонери вивозили далеко від міста і полишали одного на безлюдді. Траплялося, що й саджали під арешт.
1968 року виступав перед науковцями ІМФЕ АН УРСР. Незабаром вони познайомили Адамцевича з Богданом Жеплинським та організували безкоштовну путівку до Трускавця на курортне лікування і відпочинок. У 1969 році з групою народних співців з місцевих капел успішно виступав у Івано-Франківській, Тернопільській та Львівській областях, а незабаром в Москві (1970) та в Ленінграді (1971). Влітку 1971 та 1972 року виступає на Чернечій горі, біля Шевченківської могили.
Із настанням у 1972 році нової хвилі репресій і утисків української культури поволі згортало свою діяльність і кобзарське об'єднання. Хворий Адамцевич із дружиною переїхав до дочки в село Холмівку. Там і помер 19 листопада 1972 року на 68 році життя. Похований на місцевому кладовищі.

## Репертуар
У творчості значно тяжів до творів переважно літературного походження: на слова Тараса Шевченка, Олександра Олеся, Миколи Вороного, Павла Грабовського.
- Із-за гори ворон кряче
- Ой не пугай пугаченьку
- Суд Байди
- Пісня про Морозенка
- Про Палія Семена
- Євшан-зілля
- Запорозький марш

тощо.

## Бандура
Одна з бандур Є. Адамцевича зберігається в музеї театрального мистецтва в Печерській лаврі. Корпус довбаний, гриф має накладку, що закінчується на корпусі вигадливим візерунком, головка грифа плоска, з нахилом убік, корпус має упор для лівої руки. Довжина 90 сантиметрів. № 3223.
Крім того, у Кременецькому краєзнавчому музеї зберігається одяг кобзаря, його бандура та фото.

## Вшанування пам'яті
У Лубнах на честь Євгена Адамцевича перейменували вулицю Курчатова, а у Солониці — Гагаріна. також в Сумах вулицю Полярна перейменували на честь Євгена Адамцевича. 
У межах відеопроєкту «Повернуті із небуття» у Лубнах створили відеоролик про життєвий шлях визначного українця. 